# Босток, Джон (врач)
Джон Босток-младший, FRS (крещен 29 июня 1773 г., умер 6 августа 1846 г.) — английский врач, ученый и геолог из Ливерпуля.

## Биография
Босток был сыном доктора Джона Бостока-старшего. Некоторое время учился в Новом колледже в Хакни, где посещал лекции Джозефа Пристли по химии и натуральной философии, прежде чем окончить медицинский факультет Эдинбургского университета; занимался медицинской практикой в Ливерпуле. В 1817 году переехал в Лондон, где сосредоточился на научных вопросах. В 1819 году Босток первым точно описал сенную лихорадку как заболевание, поражающее верхние дыхательные пути.
Читал лекции по химии в больнице Гая. В 1826 году стал президентом Лондонского геологического общества, когда последнему была пожалована Королевская хартия, и вице-президентом Королевского общества в 1832 году.
В 1846 году умер от холеры. Похоронен на кладбище Кенсал-Грин в Лондоне.

## Труды
Босток был одним из первых химиков-патологов. Он был первым, кто осознал взаимосвязь между уменьшением содержания мочевины в моче по мере её повышения в крови и падением уровня альбумина в крови по мере увеличения его содержания в моче. Его самая известная книга « Система физиологии» (System of Physiology) была опубликована в 1824 году. В 1826 году вышла геологическая работа Бостока «Об очистке воды Темзы» (On the Purification of Thames Water). Он также сотрудничал с Генри Томасом Райли в работе над переводом и комментариями к «Естественной истории» Плиния Старшего, опубликованной посмертно.

## Семья
Женился на Энн Йейтс, и в 1817 году у них родилась дочь по имени Элизабет Энн Босток, в дальнейшем посвятившей свою жизнь улучшению женского образования в Англии.